# Weeze
Weeze is een plaats en gemeente in de Duitse deelstaat Noordrijn-Westfalen. De gemeente ligt in het district (Duits: Kreis) Kleef. De plaats is bekend vanwege de ligging van vliegveld Airport Weeze (eerder Flughafen Niederrhein) binnen haar gemeentegrenzen. Op 31 december 2020 telde de gemeente 11.228 inwoners op een oppervlakte van 79,49 km². Naast hoofdplaats Weeze bestaat de gemeente uit het Ortsteil Wemb. Daarnaast bevindt de RAF Laarbruch (het gebied rond het vliegveld), zich binnen de gemeentegrenzen.

## Geschiedenis
Op 1 oktober 1928 is de huidige gemeente Weeze ontstaan na samenvoeging van de gemeenten Weeze, Wissen en Kalbeck.

## Verkeer en vervoer

### Wegen
De volgende wegen lopen door Weeze.
- De A57: de Duitse autosnelweg die Gennep met Keulen verbindt.
- De B9: die de Nederlandse grens bij Kranenburg verbindt met Lauterbourg, bij de grens met Frankrijk.
- De B67: die weg verbindt Weeze met Bocholt en Reken.

### Spoorwegen
Weeze heeft een station aan de spoorlijn Linksniederrheinischen Strecke. De spoorlijn wordt gebruikt door de RE 10 - Niers-Express (NordWestBahn), die de verbinding verzorgt van Kleef via Krefeld naar Düsseldorf.

### Vliegverkeer
Sinds 2003 is het voormalig militaire vliegveld Laarbruch in gebruik genomen voor burgerluchtvaart. Het vliegveld Airport Weeze wordt voornamelijk gebruikt door Ryanair.

### Festivals
ParokkaVille is een bekend Duits dancefestival dat sinds 2015 georganiseerd wordt op Airport Weeze.

## Bevolkingsontwikkeling
Onderstaand de bevolkingsontwikkeling van de gemeente Weeze.
| Jaar | Inwoners |
| ---- | -------- |
| 1975 | 8.990    |
| 1980 | 8.912    |
| 1990 | 8.522    |
| 1995 | 9.181    |
| 2000 | 9.507    |
| 2008 | 10.617   |
| 2011 | 10.822   |
| 2016 | 10.734   |
| 2020 | 11.119   |

## Gemeenteraad
| Datum      | CDU   | SPD   | FDP   | UWG   | Grüne |
| ---------- | ----- | ----- | ----- | ----- | ----- |
| 09.11.1969 | 63,97 | 24,56 | 11,46 | -     |       |
| 04.05.1975 | 62,63 | 30,50 | 6,87  |       |       |
| 30.09.1979 | 55,51 | 28,66 | 8,41  | 7,42  |       |
| 30.09.1984 | 55,90 | 28,10 | 4,90  | 11,10 |       |
| 01.10.1989 | 49,30 | 33,50 |       | 17,2  |       |
| 16.10.1994 | 44,40 | 34,00 |       | 21,5  |       |
| 12.09.1999 | 57,53 | 31,75 |       | 10,72 |       |
| 26.09.2004 | 67,44 | 32,56 |       |       |       |
| 30.08.2009 | 62,21 | 31,45 | 6,34  |       |       |
| 25.05.2014 | 58,72 | 25,06 | 5,84  |       | 10,38 |
| 13.09.2020 | 49,69 | 18,62 | 13,91 |       | 17,78 |

| Periode    | CDU | SPD | FDP | UWG | Grüne | Totaal |
| ---------- | --- | --- | --- | --- | ----- | ------ |
| 1969-1975  | 18  | 6   | 3   |     |       | 27     |
| 1975-1979  | 21  | 10  | 2   |     |       | 33     |
| 1979-1984  | 18  | 10  | 3   | 2   |       | 33     |
| 1984-1989  | 20  | 10  |     | 3   |       | 33     |
| 1989-1994  | 17  | 11  |     | 5   |       | 33     |
| 1994-1999  | 12  | 9   |     | 6   |       | 27     |
| 1999-2004  | 16  | 9   |     | 3   |       | 28     |
| 2004-2009  | 19  | 9   |     |     |       | 28     |
| 2009-2014  | 17  | 9   | 2   |     |       | 28     |
| 2014-2020  | 16  | 7   | 2   |     | 3     | 28     |
| 2020-heden | 14  | 5   | 4   |     | 5     | 28     |

## Forensisme
| Pendelaars naar Weeze uit     | Pendelaars naar Weeze uit | Pendelaars naar Weeze uit |                                | Pendelaars uit Weeze naar | Pendelaars uit Weeze naar | Pendelaars uit Weeze naar |
| Herkomstgemeente (woonplaats) | Aantal                    | Afstand in km             | Bestemmingsgemeente (werkplek) | Aantal                    | Afstand in km             |                           |
| ----------------------------- | ------------------------- | ------------------------- | ------------------------------ | ------------------------- | ------------------------- | ------------------------- |
| Goch                          | 681                       | 9,2                       |                                | Kevelaer                  | 659                       | 7,4                       |
| Kevelaer                      | 511                       | 7,4                       | Geldern                        | 464                       | 14,5                      |                           |
| Geldern                       | 198                       | 14,5                      | Goch                           | 459                       | 9,2                       |                           |
| Kleef                         | 196                       | 20,6                      | Kleef                          | 398                       | 20,6                      |                           |
| Uedem                         | 159                       | 9,8                       | Straelen                       | 333                       | 22,0                      |                           |
| Kalkar                        | 76                        | 16,9                      | Uedem                          | 168                       | 9,8                       |                           |
| Xanten                        | 53                        | 18,4                      | Krefeld                        | 112                       | 41,3                      |                           |
| Bedburg-Hau                   | 52                        | 15,4                      | Duisburg                       | 108                       | 43,3                      |                           |
| Straelen                      | 48                        | 22,0                      | Bedburg-Hau                    | 103                       | 15,4                      |                           |
| Sonsbeck                      | 48                        | 13,4                      | Düsseldorf                     | 64                        | 61,2                      |                           |
| Nederland                     | 46                        | 5,3                       | Kalkar                         | 62                        | 16,9                      |                           |
| Rees                          | 43                        | 23,6                      | Sonsbeck                       | 53                        | 13,4                      |                           |
| Kerken                        | 35                        | 24,1                      | Moers                          | 45                        | 35,7                      |                           |
| Duisburg                      | 29                        | 43,3                      | Kempen                         | 40                        | 32,3                      |                           |
| Krefeld                       | 29                        | 41,3                      | Wezel                          | 34                        | 28,2                      |                           |
| Overige                       | 1.397                     | X                         | Overige                        | 716                       | X                         |                           |
| Totaal                        | 3.601                     | X                         |                                | Totaal                    | 3.818                     | X                         |

## Aangrenzende gemeenten
| Aangrenzende gemeenten | Aangrenzende gemeenten | Aangrenzende gemeenten | Aangrenzende gemeenten | Aangrenzende gemeenten |
| ---------------------- | ---------------------- | ---------------------- | ---------------------- | ---------------------- |
|                        |                        | Goch                   |                        | Uedem                  |
|                        |                        |                        |                        |                        |
| Bergen (NL)            |                        |                        |                        |                        |
|                        |                        |                        |                        |                        |
|                        |                        |                        |                        | Kevelaer               |

## Afbeeldingen

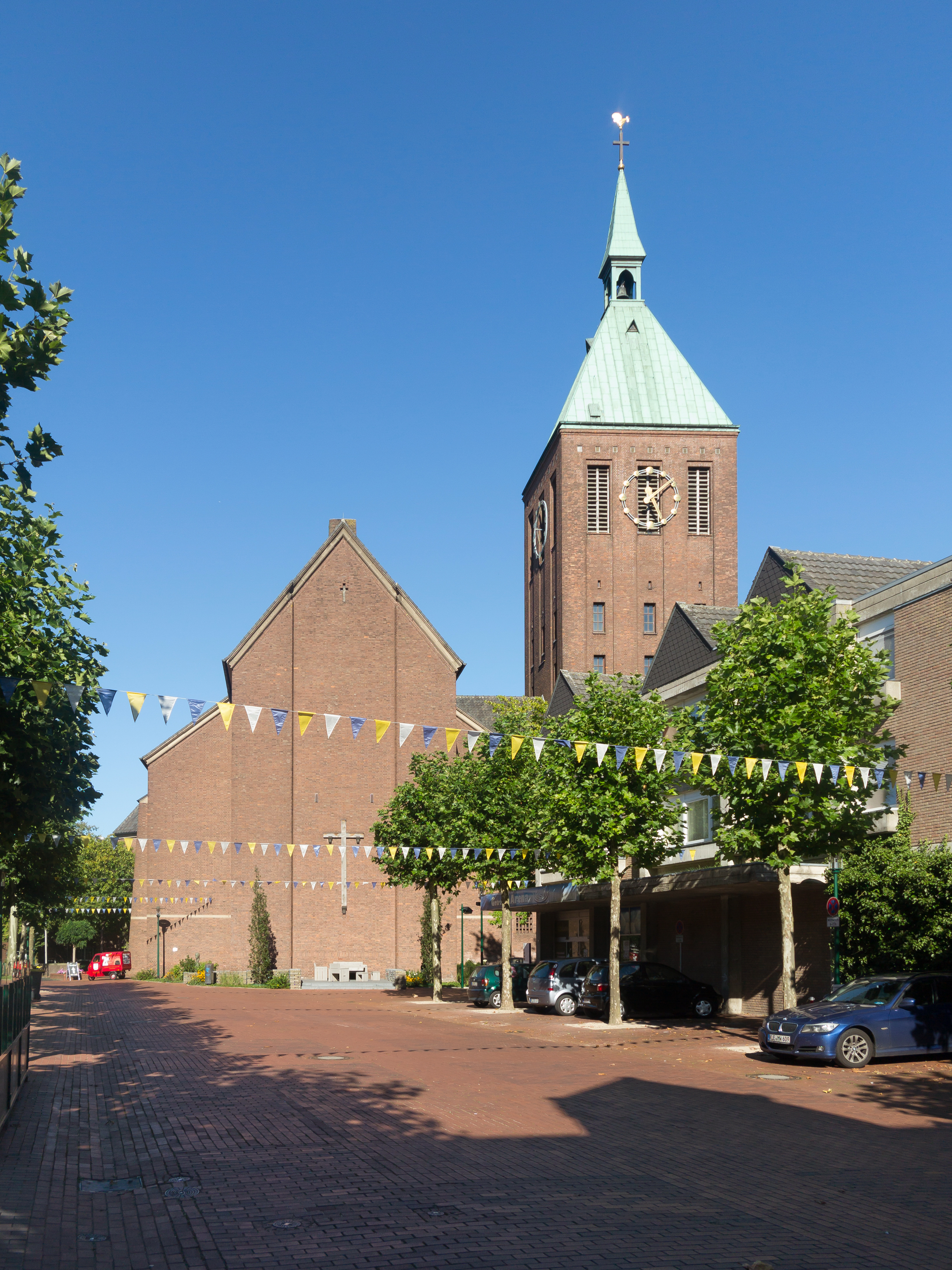
Weeze, katholieke kerk: Pfarrkirche Sankt Cyriakus
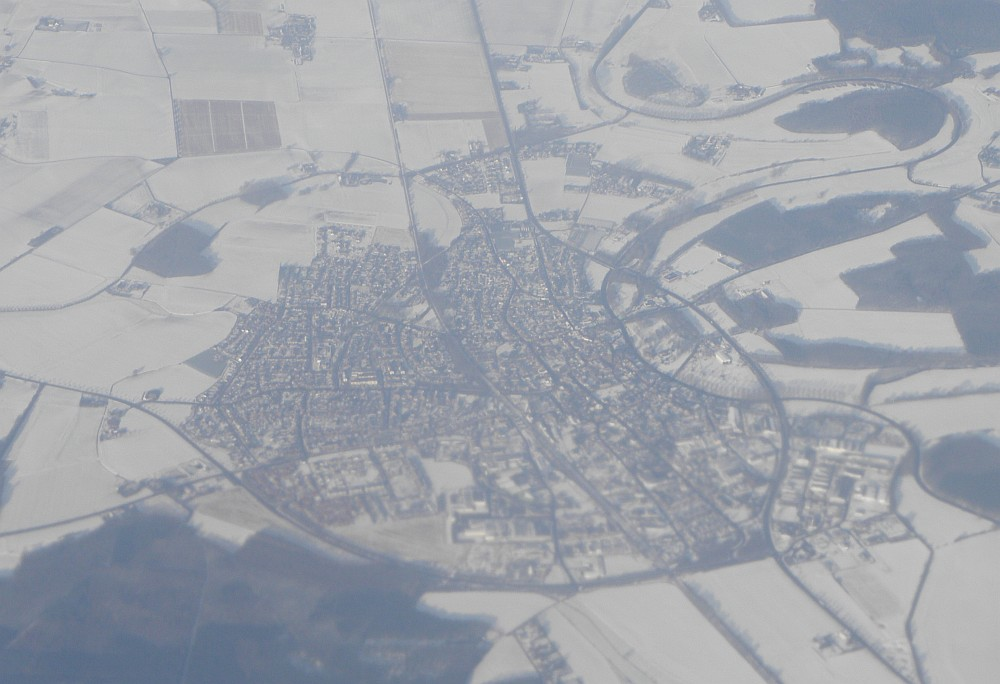
Weeze vanuit de lucht
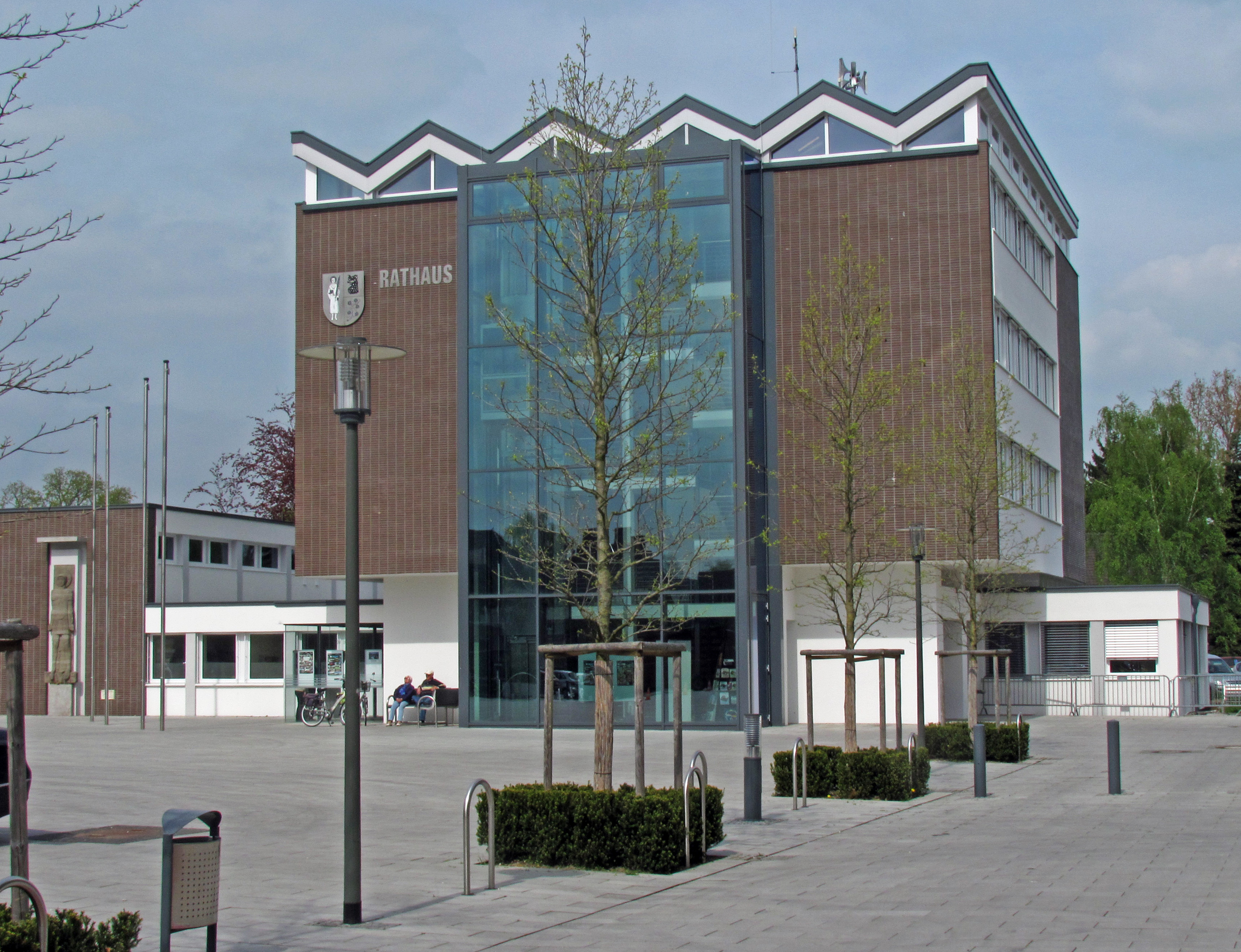
Gemeentehuis
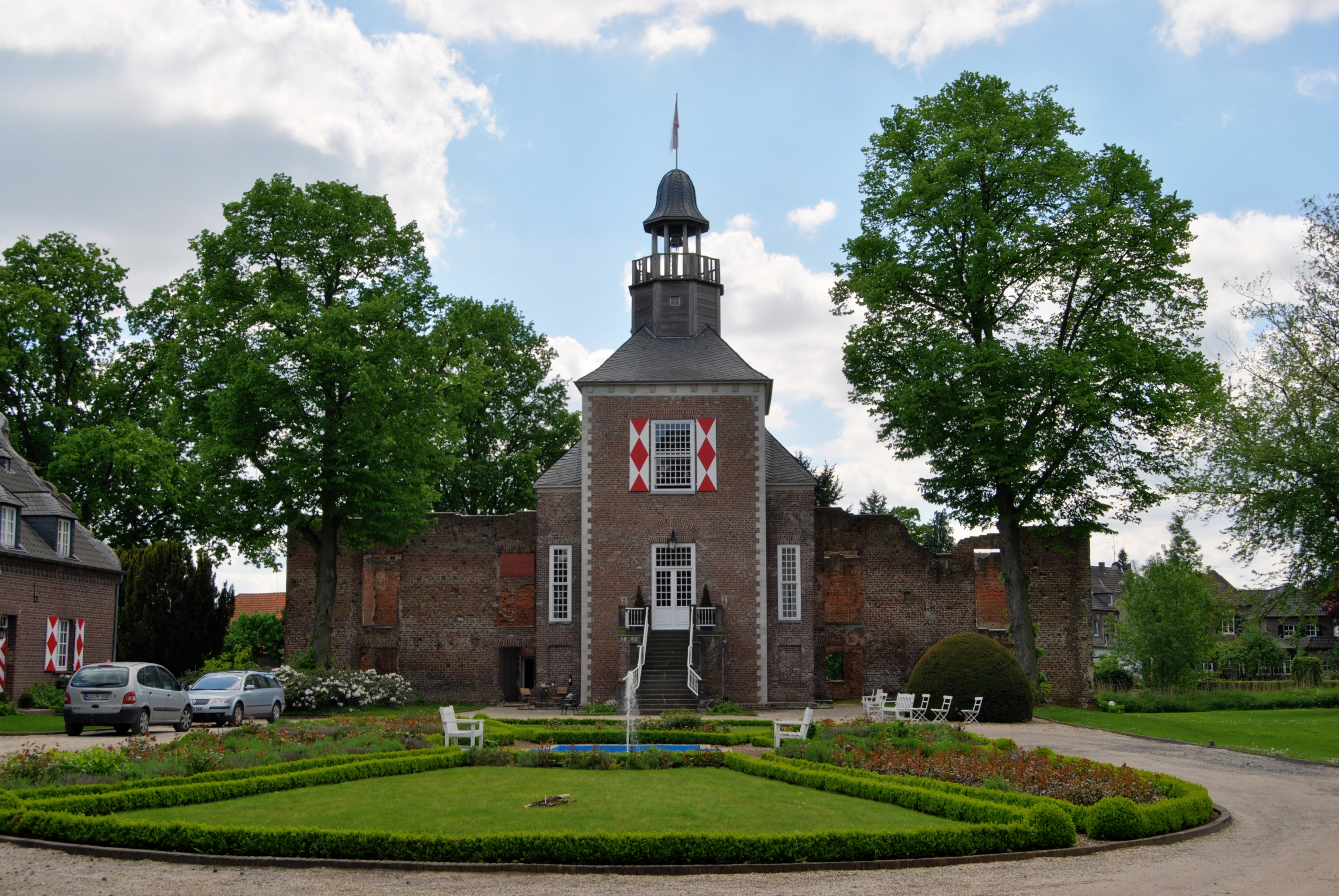
Haus Hertefeld